# Modellbahn Wiehe

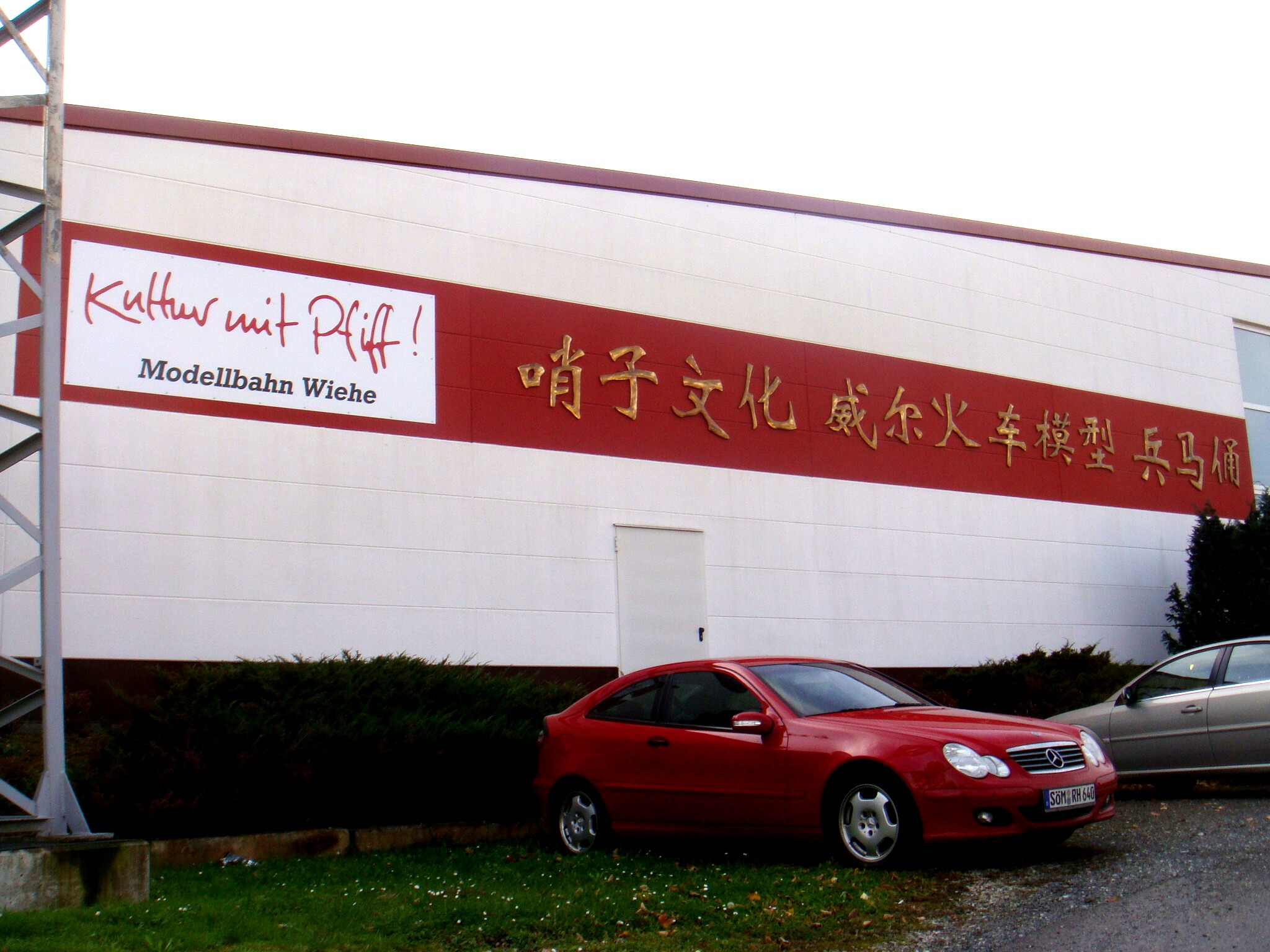
Gebäude

Bei der Modellbahn Wiehe handelt es sich um eine Modellbahnanlage in der nordthüringischen Kleinstadt Roßleben-Wiehe. Die Hallenfläche beträgt rund 12.000 m², die reine Anlagenfläche etwa 3.000 m². Heute nennt sich die Gesamtanlage Kultur mit Pfiff – Modellbahn Wiehe, da in die Modellausstellung im 21. Jahrhundert Sonderausstellungen zur regionalen und globalen Kulturgeschichte einbezogen wurden.

## Geschichte
Die Anlage geht auf eine Idee des im hessischen Hofgeismar geborenen Hans-Jörg Stiegler zurück, der seit 1991 in Wiehe lebt. Er wollte der Unstrutregion ein „touristisches Highlight“ geben und Europas größte Modelleisenbahnschau errichten. „Zwischen dem Dom zu Naumburg mit seinen weltbekannten Stifterfiguren Uta und Ekkehard einerseits und dem Kyffhäuser mit dem Barbarossa-Denkmal andererseits liegt gewissermaßen touristisches Niemandsland“, begründete Stiegler sein Vorhaben.
Die Anlage wurde am 7. November 1997 eröffnet. In einer ehemaligen Strohscheune konnten damals Eisenbahnen in Thüringen und im Harz gezeigt werden. Im Januar 2001 wurden in zusätzlichen Hallen en miniature die ICE-Strecke Würzburg – Hamburg, die Hauptstädte entlang der Orient-Express-Linie und die Ausstellung „USA – Ost nach West“ präsentiert. Im weiteren Verlauf der 2000er Jahre kamen Sonderausstellungen dazu, vor allem der seit November 2008 zu sehende Nachbau der Terrakotta-Armee.
Die Schauanlage verzeichnete Mitte der 2000er-Jahre rund 200.000 Besucher jährlich.
Die gesamte Anlage wurde aus Altersgründen im Mai 2024 an Helmut Aiwanger aus Bayern für 1,5 Millionen Euro verkauft, der zusammen mit seinen Nachkommen die Anlage weiter ausbauen will.

## Ausstellungsbereiche
Die Anlage umfasst sechs Ausstellungshallen mit den Themengebieten:
- H0-Anlage „Thüringen“
- IIm-Gartenbahnanlage „Harz“
- TT-Anlage „Würzburg–Hamburg“
- H0-Anlage „Orientexpress“ London–Istanbul
- H0-Anlage „Transsibirische Eisenbahn“
- Terrakotta-Armee
- Weltreise–Geldreise
- IIm-Gartenbahnanlage „USA – Ost nach West“
- Osterinsel

Ferner gibt es einen Hallenspielplatz, eine Gaststätte sowie eine Parkeisenbahn.